# Bdelloidea (superfamilie)
Bdelloidea zijn  een superfamilie van mijten.

## Taxonomie
De volgende families zijn bij de superfamilie ingedeeld:
- Bdellidae Dugès, 1834 (15 geslachten, 256 soorten)
- Cunaxidae Thor, 1902 (27 geslachten, 329 soorten)